# Walkの約束
「walkの約束」（ウォークのやくそく）は、nangiの1枚目のシングル。2010年8月11日発売。発売元はエピックレコードジャパン。

## 収録曲
全作詞：nangi
1. walkの約束
作曲・編曲：末光篤
  - フジテレビアニメ『屍鬼』エンディング・テーマ
2. 夢色花火
作曲：nangi、編曲：村カワ基成
3. エクスプレス RAM RIDER Color-full mix 
作曲：nangi、編曲：野間康介